# Mariama Bangoura
Pour les articles homonymes, voir Bangoura.
Mariam Bangoura née le 10 octobre 1983, est une judoka guinéenne, médaillée de bronze aux Championnats d'Afrique 2002 dans la catégorie de –57 kg.

## Palmarès
| Année | Compétition            | Lieu     | Place | Catégorie |
| ----- | ---------------------- | -------- | ----- | --------- |
| 2002  | Championnats d'Afrique | Le Caire | 3e    | —57 kg    |